# Le Vignon-en-Quercy
Le Vignon-en-Quercy ist eine französische Gemeinde mit 955 Einwohnern (Stand 1. Januar 2022) im Département Lot in der Region Okzitanien. Die Gemeinde gehört zum Arrondissement Gourdon und zum Kanton Martel.
Sie entstand als Commune nouvelle mit Wirkung vom 1. Januar 2019 aufgrund des Erlasses vom 14. Dezember 2018 durch Zusammenlegung der bis dahin selbstständigen Gemeinden Les Quatre-Routes-du-Lot und Cazillac, die fortan den Status von Communes déléguées besitzen. Der Verwaltungssitz befindet sich in Les Quatre-Routes-du-Lot.

## Gliederung
| Commune déléguée                           | ehemaliger INSEE-Code | PLZ   | Fläche (km²) | Einwohnerzahl (2022) |
| ------------------------------------------ | --------------------- | ----- | ------------ | -------------------- |
| Les Quatre-Routes-du-Lot (Verwaltungssitz) | 46232                 | 46110 | 02,80        | 550                  |
| Cazillac                                   | 46067                 | 46600 | 19,02        | 405                  |

## Geographie
Le Vignon-en-Quercy liegt circa 36 km nordöstlich von Gourdon in der historischen Provinz Quercy am nördlichen Rand des Départements.
Umgeben wird Le Vignon-en-Quercy von den sechs Nachbargemeinden:
| Cressensac-Sarrazac | Cavagnac                                    |        |
| Cuzance             | Kompassrose, die auf Nachbargemeinden zeigt | Condat |
| Martel              | Strenquels                                  |        |

## Städtepartnerschaften
Les Quatre-Routes-du-Lot unterhält seit 1993 eine Städtepartnerschaft mit Rombach-le-Franc im Département Haut-Rhin im Elsass in der Region Grand Est.

## Sehenswürdigkeiten
| Name                                             | Ort                      | Bemerkungen                                            |
| ------------------------------------------------ | ------------------------ | ------------------------------------------------------ |
| Pfarrkirche Saint-Martial                        | Les Quatre-Routes-du-Lot | Spätes 15. Jahrhundert                                 |
| Herrenhaus Costebille                            | Les Quatre-Routes-du-Lot | 17. Jahrhundert                                        |
| Wassermühle in Beyssac                           | Les Quatre-Routes-du-Lot | 13. Jahrhundert                                        |
| Kirche Saint-Côme et Saint-Damien in Paunac      | Cazillac                 | Neubau des 19. Jahrhunderts                            |
| Pfarrkirche Notre-Dame-de-la-Nativité in Lasvaux | Cazillac                 | 12. Jahrhundert, als Monument historique klassifiziert |
| Burgruine                                        | Cazillac                 | 12. Jahrhundert                                        |
| Herrenhaus Paunac                                | Cazillac                 | 15. Jahrhundert                                        |
| Herrenhaus Sauvat                                | Cazillac                 | 15. Jahrhundert                                        |

## Wirtschaft und Infrastruktur

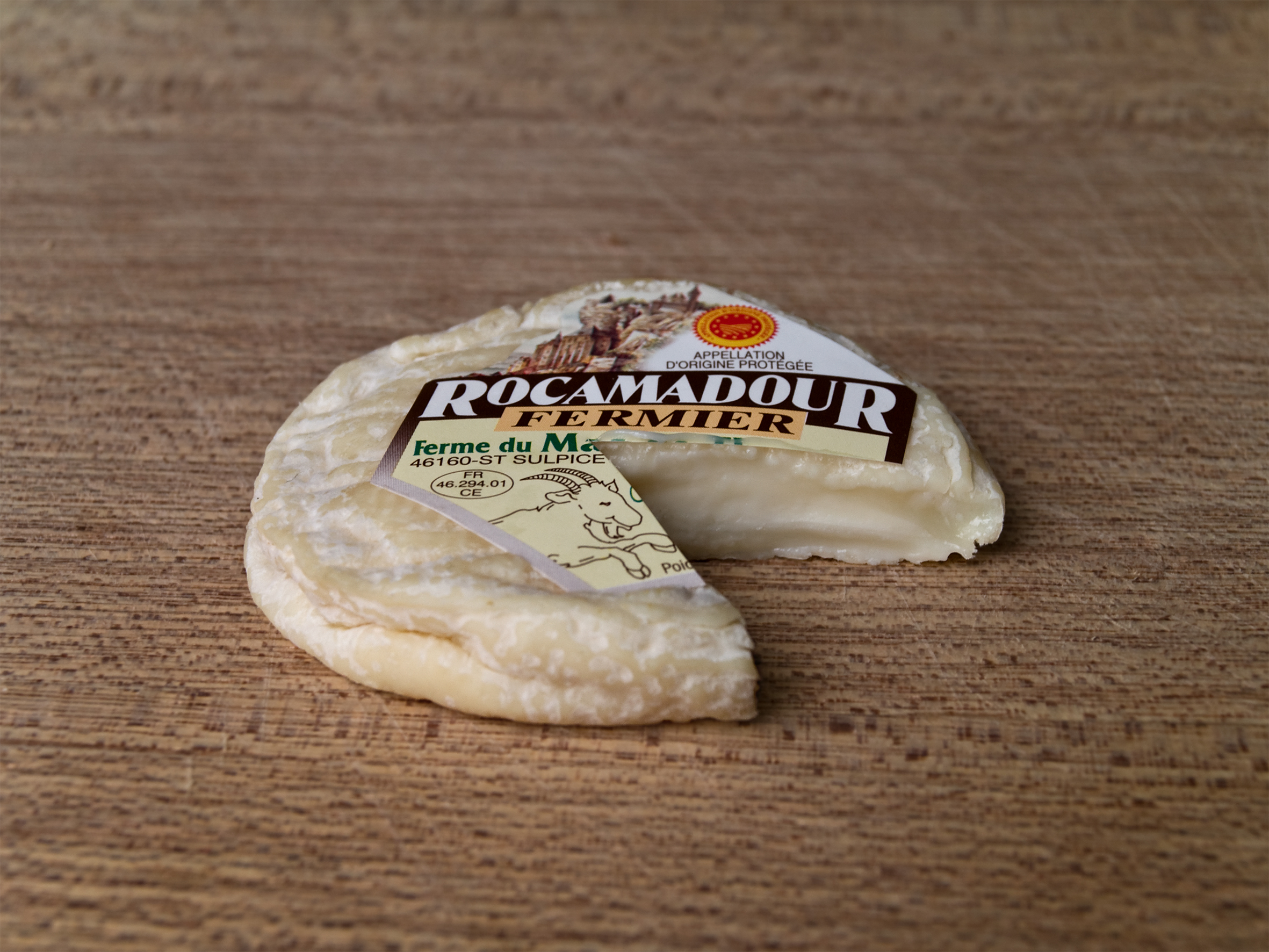
Rocamadour-Käse

Le Vignon-en-Quercy liegt in den Zonen AOC der Noix du Périgord, der Walnüsse des Périgord, des Nussöls des Périgord und des Rocamadour, eines Käses aus Ziegenmilch.

### Bildung
Die Gemeinde verfügt über:
- eine öffentliche Grundschule in Les Quatre-Routes-du-Lot mit 116 Schülerinnen und Schülern im Schuljahr 2018/2019[6] und
- eine öffentliche Vorschule in Cazillac mit 27 Schülerinnen und Schülern im Schuljahr 2018/2019[7]

### Sport und Freizeit
- Der GR 46, ein Fernwanderweg von Tours nach Toulouse, durchquert das Gebiet der Gemeinde.[8]

### Verkehr
Ein Haltepunkt namens „Les-Quatres-Routes“ befindet sich auf dem Gebiet der Gemeinde. Er wird von Linien des TER Occitanie und des TER Auvergne-Rhône-Alpes, Regionalbahnen der staatlichen SNCF, bedient.
Le Vignon-en-Quercy ist erreichbar über die Routes départementales 11, 23, 32, 96, 98, 100 und 720.